# Romāns Vainšteins
Romāns Vainšteins (Talsi, 3 marzo 1973) è un ex ciclista su strada lettone.
Professionista dal 1997 al 2004, fu campione mondiale della prova in linea su strada nel 2000 a Plouay.

## Carriera
Passato professionista nel 1998 con la Kross-Selle Italia, si mise subito in luce per le sue caratteristiche di atleta molto veloce, capace di ben figurare negli sprint di gruppo ed in grado di tenere sulle salite non troppo lunghe, cosa che gli permetterà di ottenere buoni piazzamenti nelle più importanti classiche del ciclismo mondiale.
Nel suo primo anno conquistò cinque vittorie e nel 1999 venne ingaggiato dalla Vini Caldirola-Sidermec. Fu in quest'anno che Vainšteins focalizzò le attenzioni degli addetti ai lavori vincendo dieci corse tra cui due tappe alla Tirreno-Adriatico, la sesta tappa del Giro d'Italia con arrivo a Foggia, il titolo nazionale lettone su strada e la Parigi-Bruxelles.
Nel 2000 vinse cinque gare, tra cui la Coppa Bernocchi, ma conquistò il successo che contrassegnerà per sempre la sua carriera: ai mondiali di Plouay, in Francia, si aggiudicò a sorpresa in volata la gara superando il polacco Zbigniew Spruch ed il grande favorito Óscar Freire, vincitore uscente.
La vittoria del mondiale gli valse l'ingaggio della forte squadra belga Domo-Farm Frites, dove però non sempre riuscì a mostrare il suo talento (si segnalò soprattutto per il terzo posto nella Parigi-Roubaix 2001 dove fu preceduto dai compagni di squadra Servais Knaven e Johan Museeuw). Nel 2003 si trasferì alla Vini Caldirola-Saunier Duval (ex Tacconi Sport, la squadra frutto della fusione tra la vecchia Vini Caldirola e la Amica Chips-Tacconi Sport) e si aggiudicò una sola gara, a testimonianza dell'inizio della sua parabola discendente, anche a causa di qualche problema fisico.
Dopo aver concluso l'annata 2004 senza vittorie nelle file della Lampre decise di abbandonare l'attività agonistica e di continuare saltuariamente a pedalare per passione a livello amatoriale.

## Palmarès
- 1995 (dilettanti)

Classifica generale Circuit Franco-Belge
Omloop van de Grensstreek
Classifica generale Saaremaa Velotuur
- 1996 (dilettanti)

Grand Prix de Beuvry la Foret
- 1997 (Team Polti, una vittoria)

Coppa Pinot La Versa
- 1998 (Kross, sei vittorie)

3ª tappa Grand Prix Jornal de Noticias
Classifica generale Grand Prix Jornal de Noticias
Gran Premio Industria e Artigianato
Sydbank Grand Prix
Aarhus Post Grand Prix
1ª tappa Wyścig Solidarności i Towarzystwa Olimpijczyków Polskich (Łódź > ?)
- 1999 (Vini Caldirola, dieci vittorie)

Campionati lettoni, Prova in linea
Gran Premio del Canton Argovia
Due Giorni di Chiasso
1ª tappa Tirreno-Adriatico (Sorrento > Sorrento)
6ª tappa Tirreno-Adriatico (Teramo > Alba Adriatica)
1ª tappa Settimana Ciclistica Internazionale
Classifica generale Settimana Ciclistica Internazionale
6ª tappa Giro d'Italia (Lauria > Foggia)
14ª tappa Volta a Portugal (Águeda > Matosinhos)
Parigi-Bruxelles
- 2000 (Vini Caldirola, cinque vittorie)

8ª tappa Tirreno-Adriatico (San Benedetto del Tronto > San Benedetto del Tronto)
Coppa Bernocchi
1ª tappa Rheinland-Pfalz-Rundfahrt
2ª tappa Rheinland-Pfalz-Rundfahrt
Campionati del mondo, Prova in linea
- 2001 (Domo-Farm Frites, due vittorie)

6ª tappa Tirreno-Adriatico (Torre San Patrizio > Monte San Pietrangeli)
3ª tappa Volta a Catalunya (Blanes > L'Hospitalet de Llobregat)
- 2003 (Vini Caldirola, una vittoria)

4ª tappa Giro della Provincia di Lucca

### Altri successi
- 1998 (Kross)

Classifica punti Solidarity Tour
- 2000 (Vini Caldirola)

Classifica punti Driedaagse De Panne - Koksijde
- 2001 (Domo-Farm Frites)

Omloop Mandel-Leie-Schelde (Derny)

## Piazzamenti

### Grandi Giri
- Giro d'Italia

1999: ritirato (13ª tappa)
- Tour de France

2000: 82º
2001: 132º
2003: 116º

### Classiche monumento
- Milano-Sanremo

1999: 41º
2000: 9º
2001: 3º
2003: 73º
2004: 7º
- Giro delle Fiandre

1999: 25º
2000: 3º
2001: 10º
2003: 18º
2004: 32º
- Parigi-Roubaix

2000: 14º
2001: 3º
2003: 6º
2004: 11º
- Liegi-Bastogne-Liegi

2003: 51º
- Giro di Lombardia

2000: 33º
2001: ritirato

### Competizioni mondiali
- Campionati del mondo

Tunja 1995 - Cronometro: 42º
Valkenburg 1998 - In linea: 11º
Verona 1999 - In linea: 29º
Plouay 2000 - In linea: vincitore
Lisbona 2001 - In linea: ritirato
Zolder 2002 - In linea: 32º
Hamilton 2003 - In linea: ritirato
Verona 2004 - In linea: 61º
- Giochi olimpici

Atlanta 1996 - In linea: 106º
Atene 2004 - In linea: 42º